# Liste ghanaischer Politiker
Die Liste ghanaischer Politiker enthält alphabetisch geordnet die Namen lebender wie verstorbener Politiker Ghanas.

## A
- Acheampong, Ignatius Kutu (1931–1979)
- Adda, Joseph Kofi (1956–2021)
- Addo-Kufuor, Kwame (* 1940)
- Addy, Mark Diamond
- Adjetey, Peter Ala (1931–2008)
- Aferi, Nathan Apea (1922–2003)
- Afrifa, Akwasi (1936–1979)
- Agambila, Boniface (* 1959)
- Agambila, Gheysika Adombire (* 1951/52)
- Aggudey, George (* 1945)
- Ahwoi, Kwamena (* 1951)
- Aidoo, Joseph Boahen (* 1958)
- Akiwumi, Augustus Molade
- Ako-Adjei, Ebenezer (1916–2002)
- Akuffo, Gloria (* 1954)
- Akuffo, Fred (1937–1979)
- Akufo-Addo, Edward (1906–1979)
- Akufo-Addo, Nano Adda Dankwa (* 1944)
- Ameyaw-Akumfi, Christopher (* 1945)
- Anane, Richard Winfred (* 1954)
- Anin, Patrick Dankwa (1928–1999)
- Ankrah, Joseph Arthur (1915–1992)
- Annan, Kofi (1938–2018)
- Annan, Daniel Francis (1928–2006)
- Appiah, Joseph Emmanuel (1918–1990)
- Arkaah, Kow Nkensen (1927–2001)
- Asamoah, Obed (* 1936)
- Asamoah-Boateng, Stephen (* ≈1958)
- Asmah, Gladys (1939–2014)
- Asiedu, Joseph Richard
- Arthur, Nana Ato
- Atta-Mills, John (1944–2012)
- Awoonor-Williams, R.A.
- Awuah, I. Baffour
- Ayannah, Alhaji

## B
- Baffour, R.P.
- Baah, Kwame, R.M. (1938–1997)
- Baah-Wiredu, Kwadwo (1952–2008)
- Bagbin, Alban S. K. (* 1957)
- Bamford-Addo, Joyce (* 1937)
- Bannermann, Cecilia
- Barima, Yaw
- Bartels, Kwamina (* 1947)
- Bawa, Rashid
- Bernasko, Frank (1930–2010)
- Bilson, John († v. 2018)
- Bintim, Charles (* 1964)
- Boafo, Sampson
- Boahen, Albert Adu (1932–2006)
- Boamah, Edward Kofi Omane (1974–2025)
- Boniface, Saddique (* 1960)
- Botchwey, Kwesi (1944–2022)
- Botsio, Kojo (1916–2001)
- Botwe, Daniel (* 1958)
- Busia, Kofi Abrefa (1913–1978)

## C
- Chambas, Mohamed Ibn (* 1950)
- Chinebuah, Isaac (1926/28–2006)
- Churcher, Christine (* 1954)

## D
- Damuah, Vincent Kwabena (1930–1992)
- Danquah, Joseph Boakye (J.B.) (1895–1965)
- Darko, Kwabena (* 1942)
- Darko, Kwadjo Adjei (* 1948)
- Debrah, Ernest Akubuor (1947–2016)
- Deku, Anthony (1923–2015)
- Derry, Ambrose
- Dzamesi, Kofi

## E
- Edumadze, Isaac
- Egala, Imoru (1914–1981)
- Erskine, Emmanuel (1937–2021)

## F
- Felli, Roger (1941–1979)
- Fobih, Dominic (* 1942)

## G
- Gambila, Boniface (* 1959)
- Gbedemah, Komla Agbeli (1912–1998)
- Gbeho, Victor (* 1935)
- Ghartey, Joe (* 1961)
- Grant, Paa (1878–1956)
- Griffiths-Randolph, Jacob Hackenburg (1914–1986)

## H
- Hagan, George (* 1938)
- Harlley, John Willie Kofi (1919–?)
- Hayford, Joseph Ephraim Casely (1866–1930)

## J
- Johnson, Joseph W.S. DeGraft (1933–1999)

## K
- Kan-Dapaah, Albert (* 1953)
- Kufuor, John Agyekum (* 1938)
- Kotoka, Emmanuel (1926–1967)
- Kyeremanteng, Alan (* 1955)

## L
- Lartey, Daniel Augustus (1926–2009)
- Limann, Hilla (1934–1998)

## M
- Madjitey, Erasmus Ransford Tawiah (1920–1996)
- Mahama, Aliu (1946–2012)
- Mahama, Edward (* 1945)
- Mahama, Ibrahim (* 1987)
- Mahama, Hajia Alima (* 1957)
- Mensah, Joseph Henry (1928–2018)
- Mills, John Evans Atta (1944–2012)
- Mpiani, Kwadwo
- Muhammed, Ibrahim Murtala (1974–2025)

## N
- Nduom, Paa Kwesi (* 1953)
- Nikoi, Amon (1930–2002)
- Nikoi, Gloria Amon (1927–2010)
- Nkrumah, Kwame (1909–1972)
- Nunoo-Mensah, Joseph (* 1939)
- Nyanteh, Kwame

## O
- Obetsebi-Lamptey, Emmanuel (1902–1963)
- Obetsebi-Lamptey, Jacob Okanka (1946–2016)
- Ocran, Albert Kwesi (1929–2019)
- Ofori-Atta, Kofi Asante (1912 – v. 1988)
- Ofori-Atta, William (1910–1988)
- Ohene, Elizabeth Akua (* 1945)
- Ollennu, Nii Amaa (1906–1986)
- Oquaye, Mike (* 1944)
- Yaw Osafo-Maafo
- Owusu, Victor (1923–2000)
- Owusu-Adjapong, Felix (1944–2023)
- Owusu-Agyeman, Hackman (* 1941)
- Owusu-Ankomah, Papa (* 1957)
- Owusu-Ansah, Emmanuel Asamoah (1950–2012)

## P
- Poku, Francis Kweku (* 1941)

## Q
- Quaison-Sackey, Alex (1924–1992)
- Quashigah, Courage (1947–2010)
- Quaye, Sheikh Ibrahim Cudjoe (I. C.) (* 1937)
- Quist, Emmanuel Charles (1880–1959)

## R
- Rawlings, Jerry John (1947–2020)

## S
- Seinti, Nana Kwadwo (* 1941)
- Spio-Garbrah, Ekwow (* 1953)
- Sekyi-Huges, Ebenezer Begyina (* 1939)

## T
- Tanoh, Augustus Obuadum „Goosie“ (* 1956)

## W
- Wayo, Charles Kofi
- Wereko-Brobby, Charles (* 1953)
- Wiredu, Edward Kwame (≈1934–2008)

## Y
- Yakubu, Hawa